# IFPI Island
IFPI Island ist ein Ableger der International Federation of the Phonographic Industry in Island und repräsentiert die dortige Musikindustrie. Die Organisation kontrolliert Verkaufszahlen der im Land verkauften Tonträger, vergibt Musikauszeichnungen und überprüft Musiklizenzen.

## Verleihungsgrenzen der Tonträgerauszeichnungen
Die Auszeichnungen wurden bis 2017 abhängig vom jeweiligen Veröffentlichungsdatum vergeben. Wird also ein Album von 2003 im Jahre 2016 zertifiziert, gilt die Verkaufsgrenze von 2003. Seit 2018 werden Auszeichnungen unabhängig vom Veröffentlichungsdatum vergeben sowie Streaming mit einberechnet.
| Auszeichnung | 1. Januar 1975 bis 31. Dezember 1986 | 1. Januar 1987 bis 31. Dezember 1993 | 1. Januar 1994 bis 31. Dezember 2014 | 1. Januar 2015 bis 31. Dezember 2017 | seit 1. Januar 2018 |
| ------------ | ------------------------------------ | ------------------------------------ | ------------------------------------ | ------------------------------------ | ------------------- |
| Gold         | 5.000                                | 3.000                                | 5.000                                | 3.500                                | 2.500               |
| Platin       | 10.000                               | 7.500                                | 10.000                               | 7.000                                | 5.000               |
| 2× Platin    | 20.000                               | 15.000                               | 20.000                               | 14.000                               | 10.000              |
| …            |                                      |                                      |                                      |                                      |                     |
| Diamant      | —                                    | —                                    | —                                    | —                                    | 50.000              |

Die Single-Auszeichnungen werden nach kombinierten Verkäufen und Streams vergeben. Dabei entsprechen 100 Streams einem Download.
| Gold      | 5.000  | 7.500  |
| Platin    | 10.000 | 15.000 |
| 2× Platin | 20.000 | 30.000 |
| …         |        |        |

## Charts
In Island gibt es Album-, Single- und Playlist-Charts.